# Internationale Friedensfahrt 1952
Die 5. Internationale Friedensfahrt war ein Radrennen, das vom 30. April bis zum 13. Mai 1952 ausgetragen wurde.
Die fünfte Ausgabe des Amateur-Radetappenrennens bestand aus zwölf Einzeletappen und führte auf einer Gesamtlänge von 2135 Kilometer von Warschau über Berlin nach Prag. Somit wurde die Friedensfahrt erstmals auch auf dem Boden der DDR ausgetragen.
Gesamtsieger wurde der Schotte Ian Steel, ohne eine Etappe gewonnen zu haben.

## Alle Teams und Fahrer
Insgesamt starteten 98 Fahrer aus 16 Ländern zur ersten Etappe in Warschau. 65 von ihnen erreichten das Rundfahrtziel in Prag. Mit Jan Veselý war der Rundfahrtsieger von 1949 am Start. Teilnehmende Nationen waren Belgien, Österreich, Vereinigtes Königreich, Bulgarien, Dänemark, Finnland, Frankreich, Niederlande, Rumänien, Triest, Ungarn, Polen, Italien, DDR, Tschechoslowakei und Albanien. Zusätzlich trat ein Team mit in Frankreich lebenden Polen an. Für Albanien startete nur ein Fahrer, die Mannschaften aus Italien, Frankreich und die der in Frankreich lebenden Polen traten mit fünf Fahrern an, alle anderen Mannschaften starteten mit sechs Fahrern. Für die Mannschaft aus der DDR war erstmals Gustav-Adolf Schur im Aufgebot, der die Rundfahrt in der Folge zweimal gewinnen konnte, (1955 und 1959). In der Mannschaft der in Frankreich lebenden Polen startete auch der spätere Profi-Weltmeister Jean Stablinski (noch unter seinem polnischen Namen Jan Stablewski, den er später änderte). Die Mannschaft Frankreichs bestand aus Fahrern des französischen Arbeitersportbundes Fédération sportive et gymnique du travail (FSGT).
Mit 38 Jahren war der Franzose Eugène Garnier der älteste Teilnehmer der Rundfahrt.
| 1 – Bevis Wood 2 – Frank Seel 3 – Leslie Scales 4 – Ken Jowett 5 – Ian Steel 6 – Ian Greenfield |

| 07 – Alfred Sitzwohl 08 – Franz Deutsch 09 – Franz Weißenbacher 10 – Johann Karlik 11 – Karl Cerkovnik 12 – Franz Skrucny |

| 13 – Gustav Verschueren 14 – Raymond Van Hoven 15 – Frans Van Looveren 16 – Robert Raymond 17 – Joseph Bauwens 18 – Joseph Verhelst |

| 19 – Dimitar Bobzew 20 – Bojan Kozew 21 – Petar Dimitrow Georgiew 22 – Dimitar Kolew 23 – Milko Dimow 24 – Ilja Krestew |

| 25 – Gunnar Røpke 26 – Christian Pedersen 27 – Helge Hansen 28 – Finn Christoffersen 29 – Frank Jensen 30 – Jörgen Falkbøll |

| 31 – Onni Niemi 32 – Veikko Haaga 33 – Veikko Kasslin 34 – Sulo Punkinen 35 – Eino Salminen 36 – Vaino Kasslin |

| 37 – Eugene Garnier 38 – Andre Laurent 39 – Robert Jonet 40 – Gabriel Audemard 41 – Pierre Favier 0 |

| 43 – Albertus Donkert 44 – Johannes la Grouw 45 – Wilhelmus Remkes 46 – Daan de Groot 47 – Johannes van Ingen 48 – Andre van Neerden |

| 55 – Ervant Norhadian 56 – Constantin Șandru 57 – Petre Nuță 58 – Marin Dumitrescu 59 – Nicolae Maxim 60 – Nicolae Chicomban |

| 61 – Giuliano Donadell 62 – Giuseppe Bordon 63 – Enrico Sossi 64 – Livio Zanolla 65 – Merano Mallich 66 – Vittorio Zorzenon |

| 67 – Tibor Vida 68 – Gyula Sere 69 – Pál Kucsera 70 – Gyula Domjan 71 – Mihály Mayer 72 – Lajos Szabó |

| 73 – Domenico Perrotti 74 – Edmondo Galotta 75 – Francesco Parisini 76 – Alberto Ferri 77 – Luigi Federici 0 |

| 79 – Rudi Kirchhoff 80 – Heinz Gleinig 81 – Paul Dinter 82 – Gustav-Adolf Schur 83 – Bernhard Trefflich 84 – Horst Gaede |

| 85 – Jan Veselý 86 – Karel Nesl 87 – Stanislav Svoboda 88 – Jan Kněžourek 89 – Josef Skořepa 90 – Lubomir Puklicky |

| 91 – Jan Stablewski 92 – Jan Kuznicki 93 – Henryk Salyga 94 – Ryszard Kruszyna 95 – Konrad Lipka 0 |

| 097 – Henryk Hadasik 098 – Jerzy Jarzabek 099 – Władysław Klabiński 100 – Stanisław Królak 101 – Wacław Wrzesinski 102 – Wacław Wójcik |

| 102a – Piro Angjeli |

## Trikots
Bei dieser Rundfahrt wurden zwei Trikots vergeben: das Gelbe Trikot des Gesamtbesten und das Blaue der besten Mannschaft.
Am Ende jeder Etappe erhielt der Sieger eine Gutschrift von einer Minute für die Gesamteinzelwertung und damit für das Gelbe Trikot.
Des Weiteren wurden auf den Etappen mehrere Prämienwertungen (Sprints und/oder Bergwertungen) ausgefahren. Auf dem Gebiet der DDR stellten Betriebe und Organisationen hierzu Prämien oder Ehrenpreise bereit. So gab es beispielsweise auf der sechsten Etappe bei der Wertung in Vetschau einen Fotoapparat vom Rat des Kreises Cottbus und bei der Wertung in Lübben einen ersten Preis im Wert von 300 DM vom Energiebezirk Mitte VVB Calau zu erspurten.

## Etappenübersicht
Die Rundfahrt führte in zwölf Etappen auf 2135 Kilometern von Warschau über Berlin nach Prag. Die dritte Etappe von Łódź nach Chorzów war mit 223 Kilometern der längste Tagesabschnitt. Nach der fünften und nach der neunten Etappe wurde jeweils ein Ruhetag eingelegt. Es gab elf verschiedene Etappensieger, nur der in Frankreich lebende Pole Jan Stablewski sicherte sich zwei Tageserfolge.
| Etappe     | Datum     | Start – Ziel             | Etappensieger                      | Etappen- länge | Fahrzeit  |
| ---------- | --------- | ------------------------ | ---------------------------------- | -------------- | --------- |
| 01. Etappe | 30. April | Rund um Warschau         | Gustav Verschueren Belgien         | 105 km         | 2:34:14 h |
| 02. Etappe | 01. Mai   | Warschau – Łódź          | Stanislav Svoboda Tschechoslowakei | 139 km         | 3:50:15 h |
| 03. Etappe | 02. Mai   | Łódź – Chorzów           | Jan Stablewski Frankreich / Polen  | 223 km         | 5:16:04 h |
| 04. Etappe | 03. Mai   | Katowice – Wrocław       | Dimitri Bobzew Bulgarien           | 189 km         | 4:36:43 h |
| 05. Etappe | 04. Mai   | Wrocław – Görlitz        | Milko Dimow Bulgarien              | 180 km         | 4:44:14 h |
| 06. Etappe | 06. Mai   | Bautzen – Berlin         | Franz Deutsch Österreich           | 208 km         | 5:30:36 h |
| 07. Etappe | 07. Mai   | Berlin – Leipzig         | Jan Kuznicki Frankreich / Polen    | 205 km         | 5:29:42 h |
| 08. Etappe | 08. Mai   | Leipzig – Chemnitz       | Raymond Van Hoven Belgien          | 212 km         | 5:53:12 h |
| 09. Etappe | 09. Mai   | Chemnitz – Bad Schandau  | Jan Veselý Tschechoslowakei        | 117 km         | 3:10:22 h |
| 10. Etappe | 11. Mai   | Hřensko – Plzeň          | Jan Stablewski Frankreich / Polen  | 210 km         | 5:50:54 h |
| 11. Etappe | 12. Mai   | Plzeň – České Budějovice | Daan de Groot Niederlande          | 152 km         | 3:52:46 h |
| 12. Etappe | 13. Mai   | České Budějovice – Prag  | Josef Skořepa Tschechoslowakei     | 195 km         | 5:29:44 h |

## Trikots im Rundfahrtverlauf
Die Tabelle zeigt den Führenden in der jeweiligen Wertung zu Beginn jeder Etappe an.
| Etappe     | Gelbes Trikot      | Teamwertung            |
| ---------- | ------------------ | ---------------------- |
| 01. Etappe | nicht vergeben     | nicht vergeben         |
| 02. Etappe | Gustav Verschueren | Belgien                |
| 03. Etappe | Gustav Verschueren | Belgien                |
| 04. Etappe | Jan Stablewski     | DDR                    |
| 05. Etappe | Jan Stablewski     | DDR                    |
| 06. Etappe | Jan Stablewski     | DDR                    |
| 07. Etappe | Jan Stablewski     | DDR                    |
| 08. Etappe | Jan Veselý         | Vereinigtes Königreich |
| 09. Etappe | Ian Steel          | Vereinigtes Königreich |
| 10. Etappe | Ian Steel          | Vereinigtes Königreich |
| 11. Etappe | Ian Steel          | Vereinigtes Königreich |
| 12. Etappe | Ian Steel          | Vereinigtes Königreich |
| Sieger     | Ian Steel          | Vereinigtes Königreich |

## Etappen im Detail
Bei allen Zeitangaben sind die Etappenzeitgutschriften bereits mit eingerechnet.

### 1. Etappe: Rund um Warschau, 105 km
Die erste Etappe der 5. Friedensfahrt führte über 105 Kilometer rund um die polnische Hauptstadt Warschau. Nur wenige Kilometer nach dem Start setzte sich der Brite Frank Seel vom Feld ab, fuhr bis zu 40 Sekunden Vorsprung heraus und wurde bald vom Feld wieder geschluckt. Anschließend bildeten der Pole Stanisław Królak, der Niederländer Daan de Groot, der Franzose Eugene Garnier sowie der DDR-Fahrer Gustav-Adolf Schur eine vierköpfige Spitzengruppe. Nach 50 Kilometern wurden sie vom Feld eingeholt. Vier polnische Fahrer erlitten wenig später Materialschaden und hatten somit vor heimischem Publikum mit dem Ausgang der Etappe nichts zu tun. Die beiden Belgier Gustav Verschueren und Joseph Verhelst setzten sich vom Feld ab, Verhelst fiel kurz vor dem Ziel zurück, so dass Gustav Verschueren die erste Etappe der Rundfahrt gewann und somit das Gelbe Trikot übernahm. Drei Belgier platzierten sich unter den ersten fünf Fahrern, und so übernahm das belgische Team auch das Blaue Trikot der besten Mannschaft.
|    | Fahrer             | Zeit      |
| -- | ------------------ | --------- |
| 1. | Gustav Verschueren | 2:34:14 h |
| 2. | Joseph Verhelst    | 2:35:51 h |
| 3. | Jan Veselý         | 2:35:52 h |
| 4. | Stanislav Svoboda  | 0         |
| 5. | Raymond Van Hoven  | 0         |

### 2. Etappe: Warschau – Łódź, 139 km
Die zweite Etappe führte über 139 Kilometer von Warschau nach Łódź. Nach einigen erfolglosen Vorstößen konnten sich schließlich der Pole Wacław Wójcik, der Däne Jörgen Falkbøll und der Bulgare Ilja Krestew vom Feld lösen. Der Gesamtführende Gustav Verschueren erlitt auf der Etappe zweimal einen Defekt und kämpfte sich trotzdem mit weiteren Fahrern zur später 15-köpfigen Spitzengruppe vor. Die Entscheidung über die Podestplätze fiel auf den letzten Kilometern in Łódź. Die beiden Tschechoslowaken Jan Veselý und Stanislav Svoboda sowie der Belgier Frans Van Looveren fuhren einen Vorsprung von elf Sekunden heraus und erreichen als erste das Stadion. Hier setzt sich Svoboda im Sprint knapp gegen Van Looveren durch. Veselý hatte sich in der Zielkurve versteuert und belegte somit den dritten Platz.
In der Gesamtwertung konnte Gustav Verschueren sein Gelbes Trikot und die belgische Mannschaft ihr Blaues Trikot verteidigen.
|    | Fahrer             | Zeit      |
| -- | ------------------ | --------- |
| 1. | Stanislav Svoboda  | 3:50:15 h |
| 2. | Frans Van Looveren | 3:51:15 h |
| 3. | Jan Veselý         | 3:51:26 h |
| 4. | Christian Pedersen | 0         |
| 5. | Jan Knezourek      | 3:51:27 h |

### 3. Etappe: Łódź – Chorzów, 223 km
Die längste Etappe der Rundfahrt führte über 223 Kilometer von Łódź nach Chorzów. Der Belgier Frans Van Looveren erlitt bereits kurz nach dem Start einen Reifenschaden. Drei seiner Mannschaftskollegen blieben bei ihm. Der Illustrierte Radsportler schrieb hierzu: Diese zahlreiche Hilfe war taktisch völlig falsch, denn nur zwei der in der Mannschaftswertung führenden Belgier blieben vorn. Die Fahrer der ČSR nutzten die Chance und setzten sich, im Stil eines Mannschaftszeitfahrens fahrend, 100 bis 200 Meter vor die Spitze des Hauptfeldes. Die Belgier versuchten Anschluss herzustellen, schaffen es auf Grund des hohen Tempos im Hauptfeld jedoch nicht. Schließlich fielen die tschechoslowakische Fahrer wieder ins Feld zurück, und es setzte sich eine größere Gruppe ab. Heinz Gleinig und Bernhard Trefflich konnten nach einer Verfolgungsjagd die Spitzengruppe komplettieren. Damit fuhren hier ein Bulgare, zwei Dänen, zwei Holländer, ein Ungar, ein Pole, ein Belgier, ein in Frankreich lebender Pole und vier Vertreter der DDR. Damit hatte die DDR die Chance, die Führung in der Mannschaftswertung zu übernehmen, und machte das Tempo in der Gruppe. Hin und wieder starteten die DDR-Fahrer Vorstöße, der in Gelb fahrende Belgier Gustav Verschueren führte die anderen Fahrer jedoch immer wieder heran. Schließlich gelang es dem in Frankreich lebenden Polen Jan Stablewski sich erfolgreich abzusetzen. Am Ziel im Stadion von Chorzów hatte er über eine Minute Vorsprung, gewann die Etappe und übernahm dank der einen Minute Zeitgutschrift das Gelbe Trikot von Verschueren, der als Vierter ins Ziel kam. Die DDR übernahm das Blaue Trikot. Die bis dahin führende belgische Mannschaft hatte auf dieser Etappe über 20 Minuten auf die DDR verloren.
|    | Fahrer             | Zeit      |
| -- | ------------------ | --------- |
| 1. | Jan Stablewski     | 5:16:04 h |
| 2. | Daan de Groot      | 5:18:11 h |
| 3. | Jörgen Falkbøll    | 5:18:13 h |
| 4. | Gustav Verschueren | 5:18:14 h |
| 5. | Constantin Șandru  | 5:18:15 h |

### 4. Etappe: Katowice – Wrocław, 189 km
Noch 92 Fahrer gingen zur vierten Etappe über 189 Kilometer von Katowice nach Wrocław an den Start. Bei Kilometer 34 startete Jan Stablewski, der Träger des Gelben Trikots, zusammen mit dem Engländer John Greenfield, dem Bulgaren Dimitri Kolew, dem Dänen Gunnar Røpke und dem Finnen Veikko Kasslin einen Vorstoß. Nach einer fünf Kilometer langen Verfolgung wurden die Ausreißer vom Felde unter Führung von Gustav Verschueren wieder gestellt. Nach 66 Kilometern setzten sich Gustav-Adolf Schur, der Österreicher Franz Deutsch, der Bulgare Dimitar Bobzew, der Däne Jörgen Falkbøll und der Pole Stanisław Królak aus dem geschlossenen Feld heraus ab und fuhren bis zu sieben Minuten Vorsprung heraus. Franz Deutsch fiel durch Rahmenbruch und Stanisław Królak auf Grund eines Vorderradschadens aus der Spitzengruppe. Die im Feld durch Gustav Verschueren und Jan Veselý initiierte Aufholjagd ließ den Vorsprung der drei Ausreißer auf zwischenzeitlich zwei Minuten sinken, doch erreichte das Führungstrio als erstes das Wrocławer Stadion. Jörgen Falkbøll geriet auf der Stadionrunde an das Hinterrad von Dimitar Bobzew und stürzte. Im Zielsprint setzte sich schließlich Dimitri Bobzew vor Gustav-Adolf Schur durch.
|    | Fahrer             | Zeit      |
| -- | ------------------ | --------- |
| 1. | Dimitri Bobzew     | 4:36:43 h |
| 2. | Gustav-Adolf Schur | 4:37:43 h |
| 3. | Jörgen Falkböll    | 4:38:00 h |
| 4. | Daan de Groot      | 4:40:36 h |
| 5. | Jan Stablewski     | 4:40:46 h |

### 5. Etappe: Wrocław – Görlitz, 180 km
Die fünfte Etappe war die letzte auf polnischem Boden und führte auf 180 Kilometern von Wrocław über Środa Śląska, Prochowice, Legnica, Złotoryja, Lwówek Śląski, Lubań und Zgorzelec bis auf das Gebiet der DDR und endete in der Stadt Görlitz. 84 Fahrer waren noch am Start. Nach Kilometer 100 führte eine 12 Kilometer lange, frisch asphaltierte und bestreute Straße bei 22 Fahrern zu Reifenschäden. Davon waren auch vier Fahrer der DDR-Mannschaft betroffen. Im Hauptfeld machten daraufhin Belgien, die Tschechoslowakei und Großbritannien Tempo. Die vier Deutschen versuchten vereint zum Feld aufzuschließen. 30 Kilometer vor dem Ziel starteten der Träger des Gelben Trikots Jan Stablewski und der Bulgare Milko Dimow einen erfolgreichen Vorstoß. Milko Dimow setzte sich im Zielsprint durch und sicherte sich den zweiten bulgarischen Etappensieg dieser Rundfahrt. Die DDR-Mannschaft verteidigte erfolgreich das Blaue Trikot.
|    | Fahrer             | Zeit      |
| -- | ------------------ | --------- |
| 1. | Milko Dimow        | 4:44:13 h |
| 2. | Jan Stablewski     | 4:45:15 h |
| 3. | Jan Veselý         | 4:46:34 h |
| 4. | Stanislav Svoboda  | 0         |
| 5. | Gustav Verschueren | 4:47:29 h |

### 6. Etappe: Bautzen – Berlin, 208 km
Nach einem Ruhetag in Görlitz führte die sechste Etappe von Bautzen über Cottbus nach Berlin. Zehn Kilometer nach dem Start setzten sich die drei DDR-Fahrer Rudi Kirchhoff, Heinz Gleinig und Paul Dinter ab. Weitere zehn Kilometer später hatte sie das die Verfolgung aufnehmende Feld wieder geschluckt. Bei Kilometer 50 stießen dann die beiden Österreicher Franz Deutsch und Karl Cerkovnik vor. Beide lagen durch Defekte auf den vorhergehenden Etappen in der Gesamtwertung zurück, so dass das Feld nicht nachstellte. Sie fuhren drei Minuten Vorsprung heraus. Dann konnte Karl Cerkovnik seinem Teamkollegen Franz Deutsch nicht mehr folgen und ließ abreißen. Franz Deutsch legte insgesamt über 100 Kilometer in Alleinfahrt zurück und sicherte sich den Etappensieg. Der Belgier Frans Van Looveren wurde mit 50 Sekunden Vorsprung vor dem Feld Zweiter, der Österreicher Alfred Sitzwohl sicherte sich im Spurt den dritten Platz. In den Trikotwertungen gab es keine Änderungen. Jan Stablewski verteidigte das Gelbe und die DDR-Mannschaft das Blaue Trikot.
|    | Fahrer             | Zeit      |
| -- | ------------------ | --------- |
| 1. | Franz Deutsch      | 5:30:36 h |
| 2. | Frans Van Looveren | 5:36:03 h |
| 3. | Alfred Sitzwohl    | 5:36:55 h |
| 4. | Jan Veselý         | 5:36:56 h |
| 5. | Jan Kuznicki       | 5:36:56 h |

### 7. Etappe: Berlin – Leipzig, 205 km

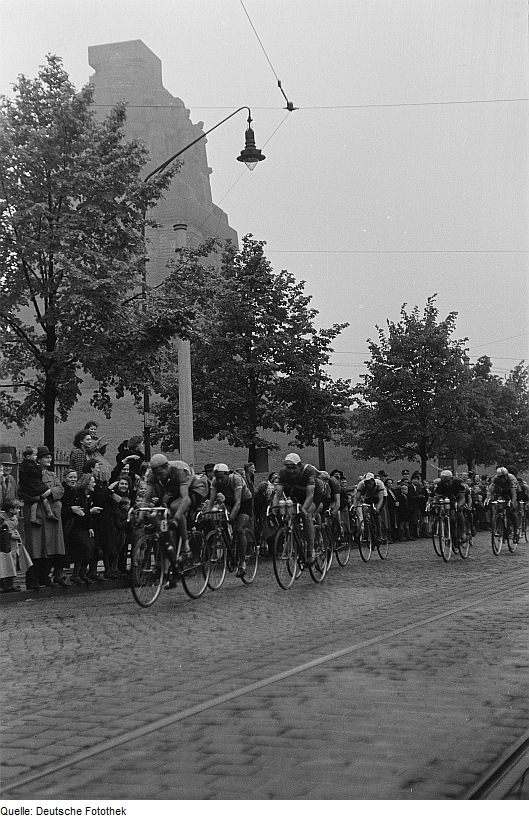
Etappenort Leipzig

Der Start der siebenten Etappe erfolgte auf der Berliner Stalinallee und wurde von Walter Ulbricht vollzogen. Von der in der Gesamtwertung führenden DDR-Mannschaft verloren schnell zwei Fahrer den Anschluss an das Hauptfeld. So wurde Horst Gaede noch von seinen Sturzverletzungen auf der fünften Etappe behindert, und Heinz Gleinig litt an einer Magenverstimmung. Als sich schließlich eine 13-köpfige Spitzengruppe bildete, waren drei Fahrer aus Großbritannien, aber nur Rudi Kirchhoff aus der DDR vertreten. Beim Sprint im Leipziger Bruno-Plache-Stadion setzte sich der in Frankreich lebende Pole Jan Kuznicki vor dem Bulgaren Milko Dimow durch und sicherte sich den Tagessieg. Der Tschechoslowake Jan Veselý war zwar auf der Anfahrt zum Stadion gestürzt, übernahm jedoch das Gelbe Trikot und verdrängte den bisher Führenden Jan Stablewski auf den zweiten Platz der Gesamtwertung. Die britische Mannschaft nahm der DDR in der Tagesmannschaftswertung über 22 Minuten ab und übernahm so die Führung in der Mannschaftsgesamtwertung.
|    | Fahrer            | Zeit      |
| -- | ----------------- | --------- |
| 1. | Jan Kuznicki      | 5:29:42 h |
| 2. | Milko Dimow       | 5:30:43 h |
| 3. | Rudi Kirchhoff    | 5:30:44 h |
| 4. | Franz Deutsch     | 5:30:45 h |
| 5. | Johannes la Grouw | 5:30:46 h |

### 8. Etappe: Leipzig – Chemnitz, 212 km

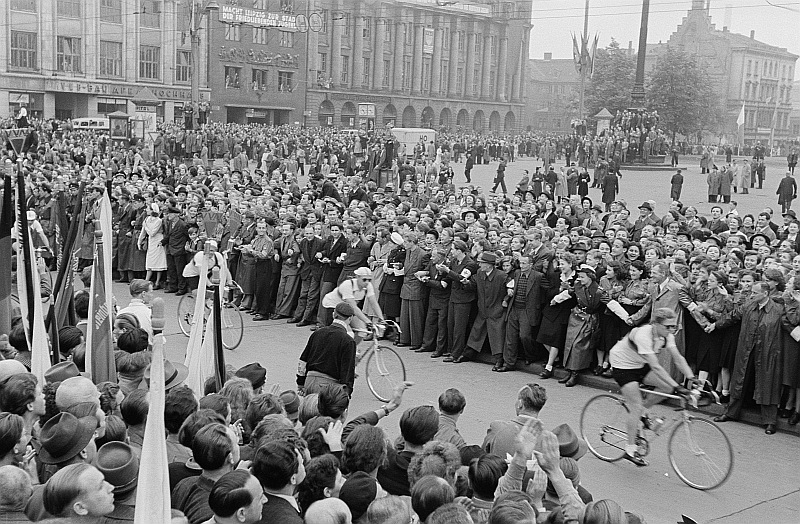
Fahrer, u. a. Gustav Adolf Schur (ganz rechts), beim Etappenstart auf dem Karl-Marx-Platz

Die achte Etappe führte auf einer bergigen Strecke von Leipzig über Halle (Saale), Weißenfels, Altenburg, Meerane und Zwickau nach Chemnitz. Ein Sextett mit dem Belgier Raymond Van Hoven, dem Tschechoslowaken Stanislav Svoboda, den drei Briten John Greenfield, Ian Steel und Kenneth Jowett sowie Bernhard Trefflich aus der DDR erreichte als erstes das Ernst-Thälmann-Stadion in Chemnitz. Raymond Van Hoven setzte sich im Zielsprint vor Stanislav Svoboda und den drei Briten durch und holte den zweiten belgischen Etappensieg dieser Rundfahrt. Gustav Verschueren erreichte als Siebter mit fast fünf Minuten Rückstand das Ziel. Jan Veselý, der Träger des Gelben Trikots, hatte als Achter fast zehn Minuten Rückstand auf die Führungsgruppe. Damit musste er die Gesamtführung an den Briten Ian Steel abgeben.
|    | Fahrer            | Zeit      |
| -- | ----------------- | --------- |
| 1. | Raymond Van Hoven | 5:53:12 h |
| 2. | Stanislav Svoboda | 5:54:13 h |
| 3. | John Greenfield   | 5:54:15 h |
| 4. | Ian Steel         | 5:54:16 h |
| 5. | Kenneth Jowett    | 5:54:18 h |

### 9. Etappe: Chemnitz – Bad Schandau, 117 km
Noch 69 Fahrer nahmen die neunte Etappe von Chemnitz über Freiberg, Kesselsdorf, Dresden und Heidenau nach Bad Schandau in Angriff. Mit 117 Kilometern war sie die zweitkürzeste dieser Rundfahrt. Piro Angjeli, der einzige Albaner im Feld, trat auf ärztlichen Rat hin nicht mehr an. Direkt nach dem Start ging es in die Berge, und das Feld zerfiel in viele kleine Gruppen. Auf dem Flöhaer Berg unternahm der Belgier Joseph Verhelst einen Vorstoß und konnte eine Minute auf das Feld herausfahren. Schließlich lösten sich der Träger des Gelben Trikots Ian Steel, der Bulgare Petar Dimitrow Georgiew, der Tschechoslowake Jan Veselý sowie der Pole Stanisław Królak aus dem Feld und nahmen die Verfolgung auf. Nach zehn Kilometern erreichten sie den führenden Belgier. Das Feld hatte mittlerweile über zwei Minuten Rückstand. Am Ausgang von Dresden hatte das Quintett bereits fünf Minuten Vorsprung auf das noch 32 Fahrer umfassende Hauptfeld. Jan Veselý verschärfte das Tempo in der Führungsgruppe und versuchte, wenige Kilometer vor dem Ziel mit einigen Vorstößen die Entscheidung herbeizuführen. Die anderen vier ließen ihn jedoch nicht entkommen. Im Zielsprint sicherte sich Veselý schließlich doch den Etappensieg und verwies Stanisław Królak und Joseph Verhelst auf die Plätze. Die ersten Verfolger kamen fast fünf Minuten später ins Ziel.
|    | Fahrer                  | Zeit      |
| -- | ----------------------- | --------- |
| 1. | Jan Veselý              | 3:10:22 h |
| 2. | Stanisław Królak        | 3:11:22 h |
| 3. | Joseph Verhelst         | 3:11:23 h |
| 4. | Ian Steel               | 3:11:23 h |
| 5. | Petar Dimitrow Georgiew | 3:11:24 h |

### 10. Etappe: Hřensko – Plzeň, 210 km
Die zehnte Etappe war bei dieser Tour die erste auf tschechoslowakischem Boden. Nach einem Ruhetag führte sie auf einer bergigen Strecke über 210 Kilometer von Hřensko nach Plzeň. Das Feld zerfiel schnell in kleine Gruppen. Zehn Kilometer vor dem Ziel löste sich Jan Stablewski aus der Führungsgruppe. Bis zum Sokol-Stadion in Plzeň hatte er über 40 Sekunden herausgefahren und holte seinen zweiten Etappensieg. Auf den weiteren Plätzen folgten Franz Deutsch und Gustav-Adolf Schur.
|    | Fahrer             | Zeit      |
| -- | ------------------ | --------- |
| 1. | Jan Stablewski     | 5:50:54 h |
| 2. | Franz Deutsch      | 5:52:38 h |
| 3. | Gustav-Adolf Schur | 5:52:39 h |
| 4. | Wacław Wójcik      | 5:52:43 h |
| 5. | Gunnar Röpke       | 5:53:22 h |

### 11. Etappe: Plzeň – České Budějovice, 152 km
66 Fahrer traten zur vorletzten Etappe über 152 km von Plzeň nach České Budějovice an. Der neutralisierte Start erfolgte vor den Škoda-Werken der Stadt. Nach kurzem Rennverlauf zerfiel das Feld in drei Gruppen. Nach 25 Kilometern setzten sich Heinz Gleinig aus der DDR und der Pole Wacław Wójcik ab, wurden aber nach sechs Kilometern Verfolgungsjagd wieder eingeholt. Bei Kilometer 42 versuchten es der Pole Wacław Wójcik und der Belgier Joseph Verhelst. Schnell hatten sie zweieinhalb Minuten Vorsprung. Nach über 30 Kilometern blieb Verhelst auf Grund eines Materialschadens zurück. Der Belgier Joseph Bauwens schloss zu Wójcik auf. Später fielen beide wieder ins Hauptfeld zurück. 40 Kilometer vor dem Ziel stießen der Italiener Luigi Federici und der Niederländer Daan de Groot vor. Sie fuhren bis zum Ziel, dem Sokol-Stadion in České Budějovice, fast drei Minuten heraus. Daan de Groot siegte im Sprint gegen Luigi Federici.
|    | Fahrer            | Zeit      |
| -- | ----------------- | --------- |
| 1. | Daan de Groot     | 3:52:46 h |
| 2. | Luigi Federici    | 3:53:47 h |
| 3. | Stanislav Svoboda | 3:56:49 h |
| 4. | Milko Dimow       | 3:56:50 h |
| 5. | Jan Veselý        | 3:56:50 h |

### 12. Etappe: České Budějovice – Prag, 195 km
Die zwölfte und damit letzte Etappe der 5. Internationalen Friedensfahrt führte auf 195 Kilometern von České Budějovice über Třeboň, Soběslav, Tábor und Votice in die tschechoslowakische Hauptstadt Prag. Nach gut 25 Kilometern setzten sich Paul Dinter aus der DDR, der Pole Wacław Wójcik, der Bulgare Dimitri Kolew sowie der Tschechoslowake Stanislav Svoboda ab. Sie konnten sich 40 Kilometer lang an der Spitze halten und wurden schließlich wieder vom Feld geschluckt. Svoboda und Dinter stürmten sofort wieder los und erreichten einen Vorsprung von über eineinhalb Minuten. Eine Verfolgergruppe setzte den beiden nach. Als im Hauptfeld das Tempo verschärft wurde, fielen alle wieder ins Feld zurück. Nach Tábor begann eine fast 25 Kilometer lange Steigung. Am letzten steilen Anstieg traten der Tschechoslowake Josef Skořepa sowie der DDR-Fahrer Gustav-Adolf Schur an. 50 Kilometer vor dem Ziel hatten beide fast zwei Minuten Vorsprung, und sie bauten den Vorsprung bis nach Prag aus. Einen Kilometer vor dem Ziel versteuerte sich Schur bei einer engen Tordurchfahrt und verlor den Anschluss an Skořepa. Somit holte sich der Tschechoslowake im Sokol-Sparta-Stadion den Tagessieg.
In der Gesamteinzelwertung gab es keine Veränderung mehr. Jan Veselý, der Zweitplatzierte, versuchte wiederholt aus dem Hauptfeld auszubrechen, doch blieb Ian Steel immer an seinem Hinterrad. In der Mannschaftswertung konnte die DDR noch die Belgier vom dritten Platz verdrängen.
|    | Fahrer             | Zeit      |
| -- | ------------------ | --------- |
| 1. | Josef Skořepa      | 5:29:44 h |
| 2. | Gustav-Adolf Schur | 5:31:18 h |
| 3. | Stanislav Svoboda  | 5:35:14 h |
| 4. | Jan Veselý         | 5:35:15 h |
| 5. | Alfred Sitzwohl    | 5:35:16 h |

## Gesamtwertungen

### Gelbes Trikot
Während der 5. Internationalen Friedensfahrt gab es insgesamt vier verschiedene Träger des Gelben Trikots. Jan Stablewski und Ian Steel trugen es jeweils vier Etappen lang. Gustav Verschueren fuhr zwei Etappen in Gelb, Jan Veselý eine Etappe. Ian Steel hatte es nach der achten Etappe übernommen und verteidigte es bis zum Schluss der Rundfahrt.
| Platz | Name               | Land                   | Zeit       |
| ----- | ------------------ | ---------------------- | ---------- |
| 1     | Ian Steel          | Vereinigtes Königreich | 57:06:17 h |
| 2     | Jan Veselý         | Tschechoslowakei       | 57:08:52 h |
| 3     | Jan Stablewski     | Frankreich/ Polen      | 57:09:15 h |
| 4     | Gustav Verschueren | Belgien                | 57:13:02 h |
| 5     | Daan de Groot      | Niederlande            | 57:15:51 h |
| 6     | Kenneth Jowett     | Vereinigtes Königreich | 57:21:36 h |
| 7     | Franz Deutsch      | Österreich             | 57:24:11 h |
| 8     | John Greenfield    | Vereinigtes Königreich | 57:30:15 h |
| 9     | Bernhard Trefflich | DDR                    | 57:30:17 h |
| 10    | Gustav-Adolf Schur | DDR                    | 57:30:21 h |
| 11    | Milko Dimow        | Bulgarien              | 57:32:16 h |
| 12    | Johannes la Grouw  | Niederlande            | 57:38:15 h |
| 13    | Davis Wood         | Vereinigtes Königreich | 57:45:15 h |
| 14    | Wacław Wójcik      | Polen                  | 57:54:59 h |
| 15    | Stanislav Svoboda  | Tschechoslowakei       | 57:57:19 h |

Insgesamt erreichten 65 Fahrer das Rundfahrtziel in Prag. 29 schieden während der Rundfahrt aus: Karl Cerkovnik und Franz Skrucny (Österreich), Robert Raymond (Belgien), Ilja Krestew (Bulgarien), Christian Pedersen, Finn Christoffersen und Jörgen Falkbøll (Dänemark), Veikko Haaga und Sulo Punkinen (Finnland), Eugene Garnier, Andre Laurent, Robert Jonet und Gabriel Audemard (Frankreich), Albertus Donkert, Johannes van Ingen und Andre van Neerden (Niederlande), Nicolae Maxim (Rumänien), Giuseppe Bordon, Enrico Sossi und Merano Mallich (Triest), Pal Kucsera und Gyula Domjan (Ungarn), Edmondo Galotta und Francesco Parisini (Italien), Lubomir Puklicky (Tschechoslowakei), Henryk Salyga, Ryszard Kruszyna und Konrad Lipka (in Frankreich lebende Polen) sowie Piro Angjeli (Albanien).

### Mannschaftswertung (Blaues Trikot)
14 der 16 gestarteten Teams kamen in die Mannschaftswertung. Frankreich und die in Frankreich lebenden Polen erreichten das Rundfahrtziel in Prag mit nur zwei Fahrern und fielen somit aus der Wertung.
Die belgische Mannschaft erkämpfte sich anfänglich das Blaue Trikot und trug es zwei Etappen lang. Sie verlor es am Ende der dritten Etappe an die DDR, die es anschließend vier Renntage lang innehatte. Das Vereinigte Königreich übernahm das Blaue Trikot nach der siebten Etappe von der DDR und verteidigte es bis zum Schluss.
| Platz | Land                   | Zeit        |
| ----- | ---------------------- | ----------- |
| 1     | Vereinigtes Königreich | 171:37:40 h |
| 2     | Tschechoslowakei       | 172:07:10 h |
| 3     | DDR                    | 172:33:29 h |
| 4     | Belgien                | 172:54:31 h |
| 5     | Polen                  | 172:59:14 h |
| 6     | Bulgarien              | 173:21:47 h |
| 7     | Niederlande            | 174:23:26 h |
| 8     | Rumänien               | 176:57:25 h |
| 9     | Dänemark               | 176:59:54 h |
| 10    | Österreich             | 177:50:18 h |
| 11    | Italien                | 177:53:26 h |
| 12    | Ungarn                 | 179:14:28 h |
| 13    | Finnland               | 186:29:12 h |
| 14    | Triest                 | 192:09:14 h |